# Srdečník obecný
Srdečník obecný (Leonurus cardiaca) je vytrvalá, až 150 cm vysoká léčivá bylina z čeledi hluchavkovité.

## Vzhled
Srdečník má čtyřhrannou, rýhovanou, dutou a přímou lodyhu, která je často hustě větvená. Tu po celé délce pokrývají vstřícné, ostře pilovité, krátce chlupaté, až sedmiklanné listy, které se směrem vzhůru zužují. Horní listy jsou často trojlaločné, nejvyšší nedělené. Květy jsou jemně růžové, přisedlé a tvoří husté lichopřesleny. Nálevkovité kalichy dosahují 5-8 mm délky. Z každého kalichu vyčnívá 5-6 osinatých zubů ohnutých směrem ven. Koruna je dlouhá 8-12 mm, z vnější strany hustě chlupatá. Bylina kvete v období od června do září až října.

## Rozšíření
Původně se vyskytoval v Asii, ale byl zavlečen do Evropy a do Severní Ameriky, kde postupem času zdomácněl. Najdeme jej vzácně na okrajích cest, mezích, loukách i rumištích, častěji však bývá pěstován. Vyžaduje bohaté, kypré půdy a nepříliš vlhké, dobře osluněné stanoviště.

## Účinné látky
Bylina obsahuje glykosidy, hořčiny, třísloviny, alkaloidy, flavonoidy a stopy silic.

## Použití
Srdečník se užívá v lékařství i homeopatii jako posilující lék při srdečních chorobách nervového původu, při úzkostných stavech, stresu a rozčilení. Snižuje tepovou frekvenci a krevní tlak, rovněž přispívá k lepšímu trávení a odstraňuje nadýmání. Užívá se formou čajů a tinktury. Vyplachování úst nálevem ze srdečníku posiluje zubní sklovinu. Vzhledem k vysoké cukernatosti bohatě se tvořícího nektaru je dobrou medonosnou rostlinou, jeho nať se dříve používala jako zelené barvivo.
Vzhledem k tomu, že rostlina je u nás vzácná (kategorie C4a), její sběr ve volné přírodě není možný.

## Galerie

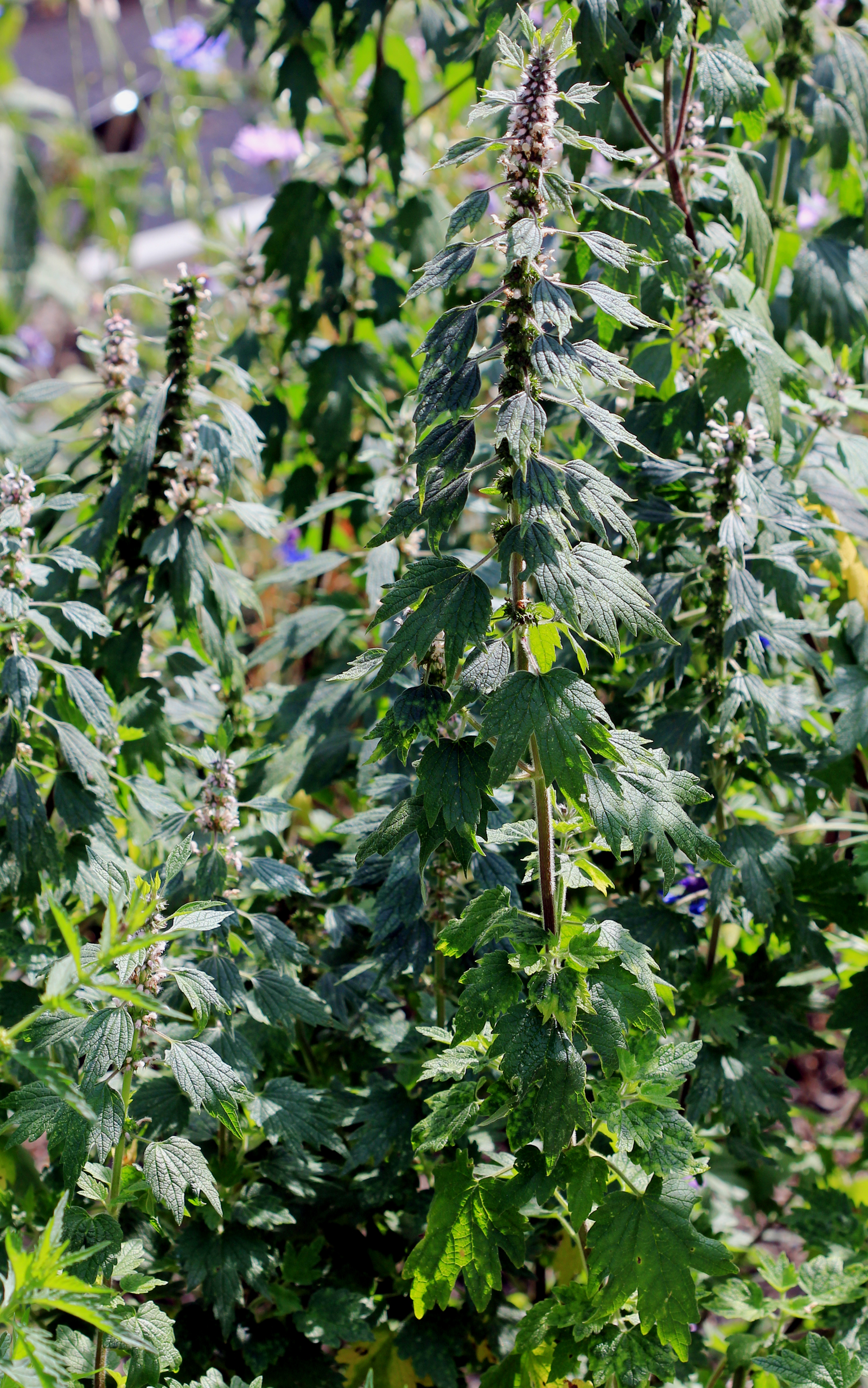
Kvetoucí rostliny
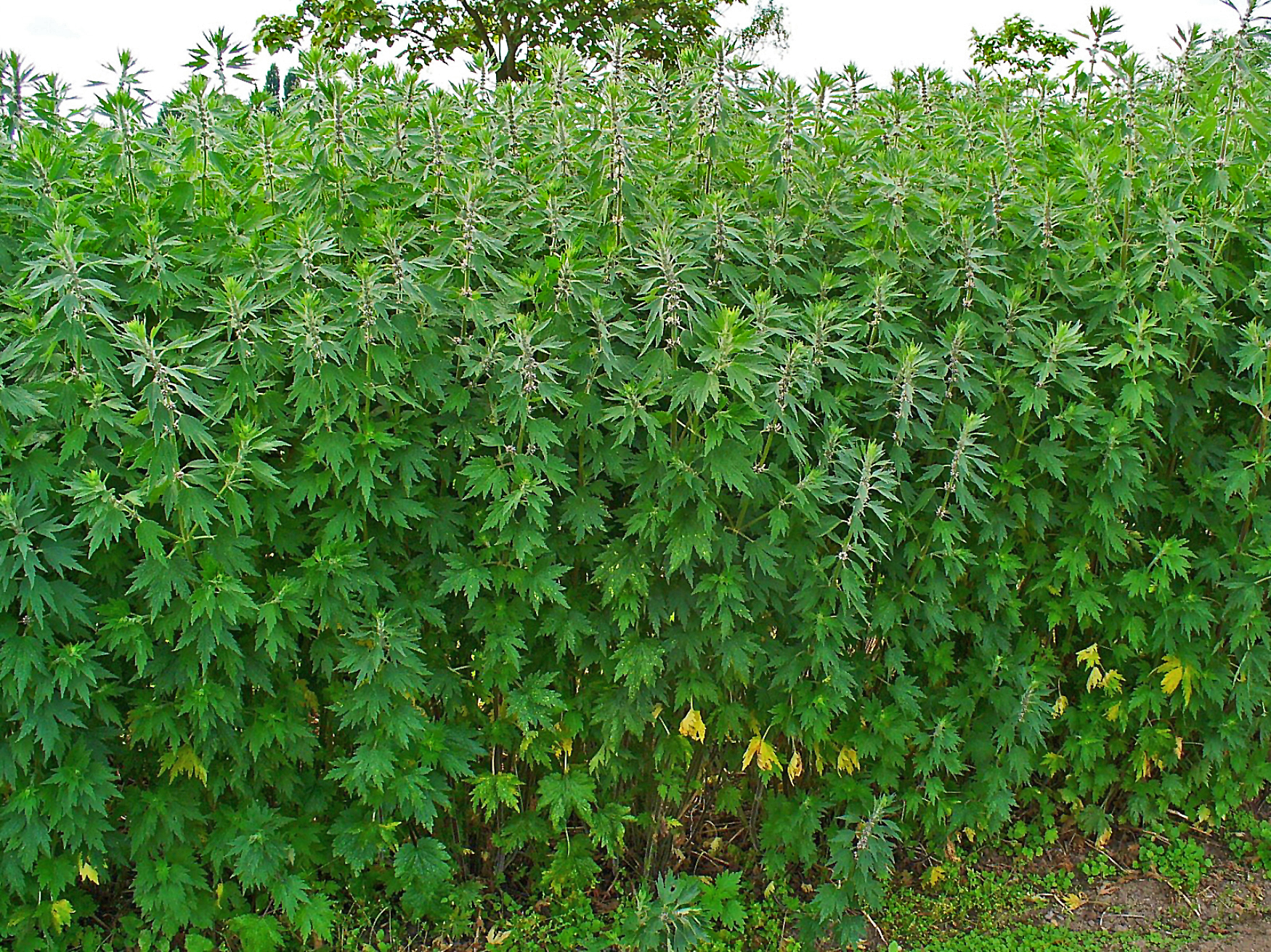
Rostliny
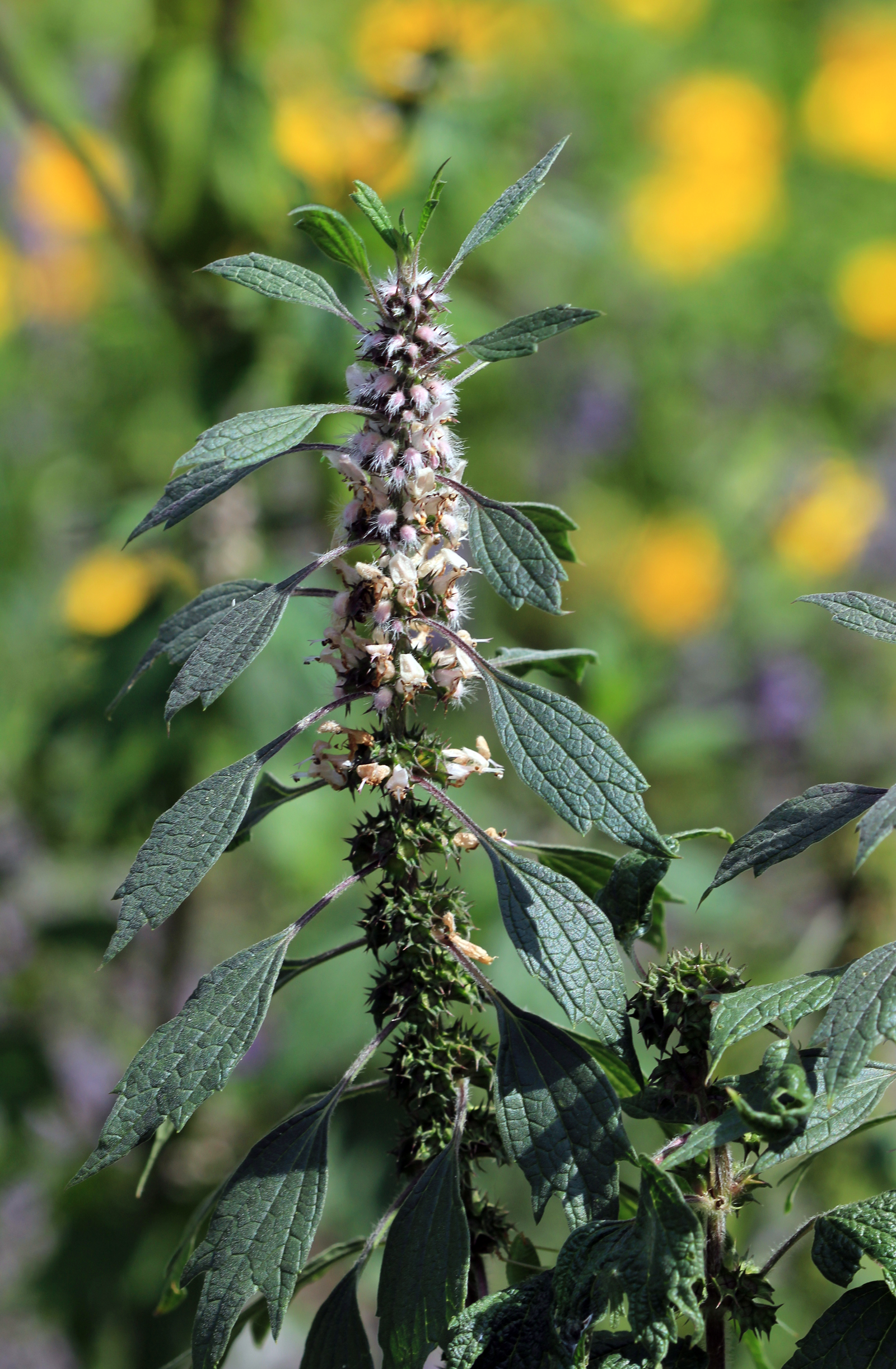
Květenství
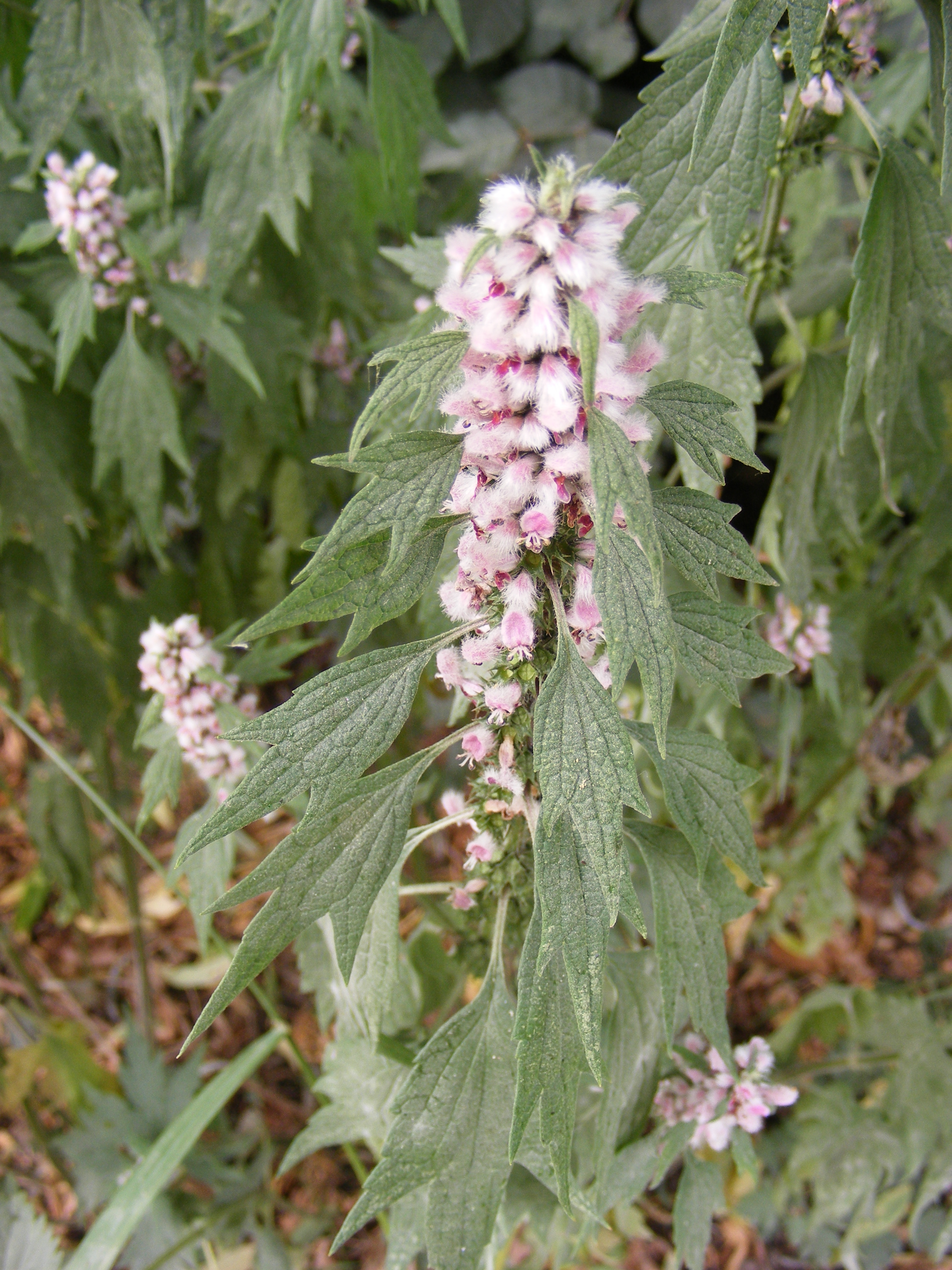
Květenství
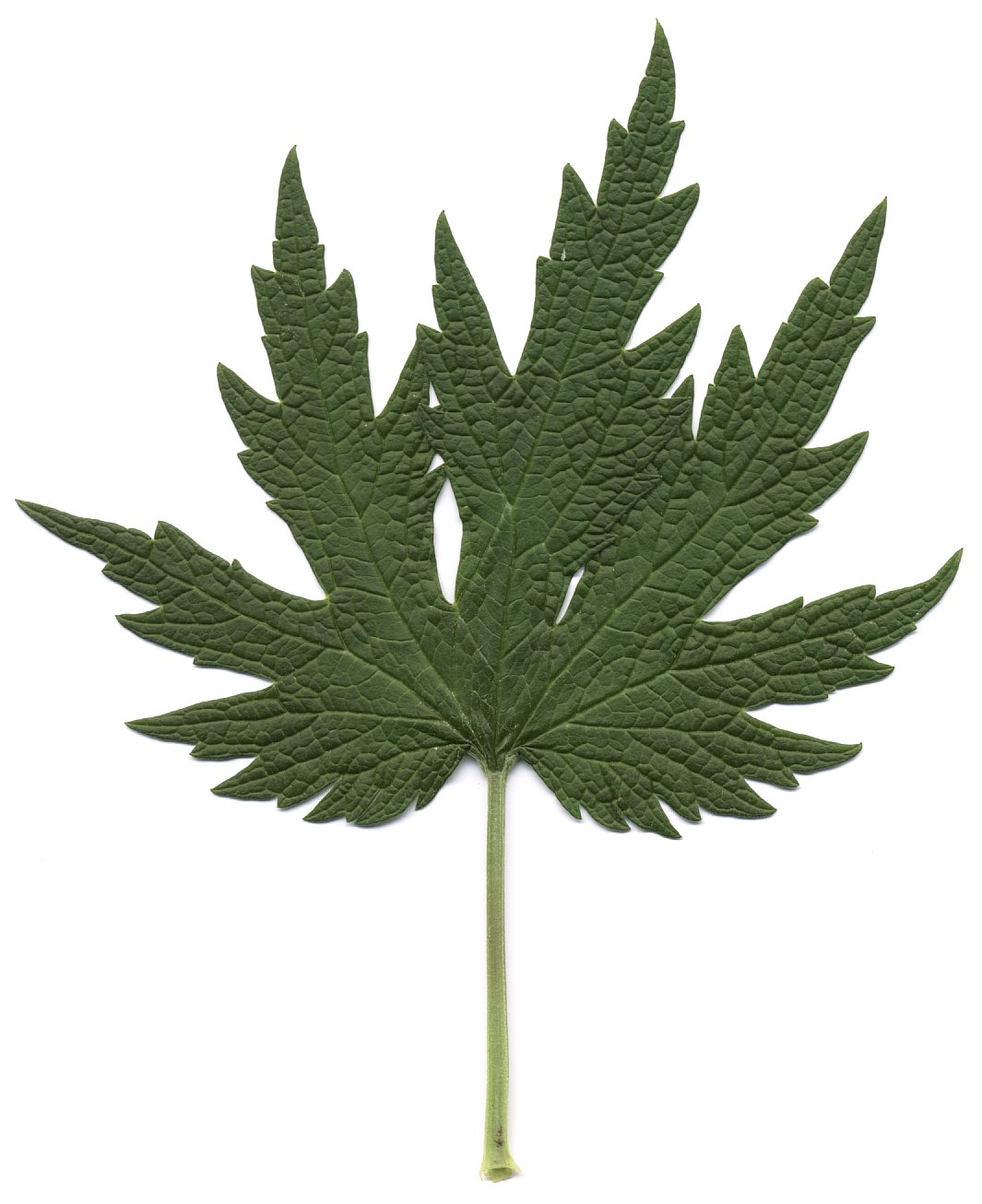
List
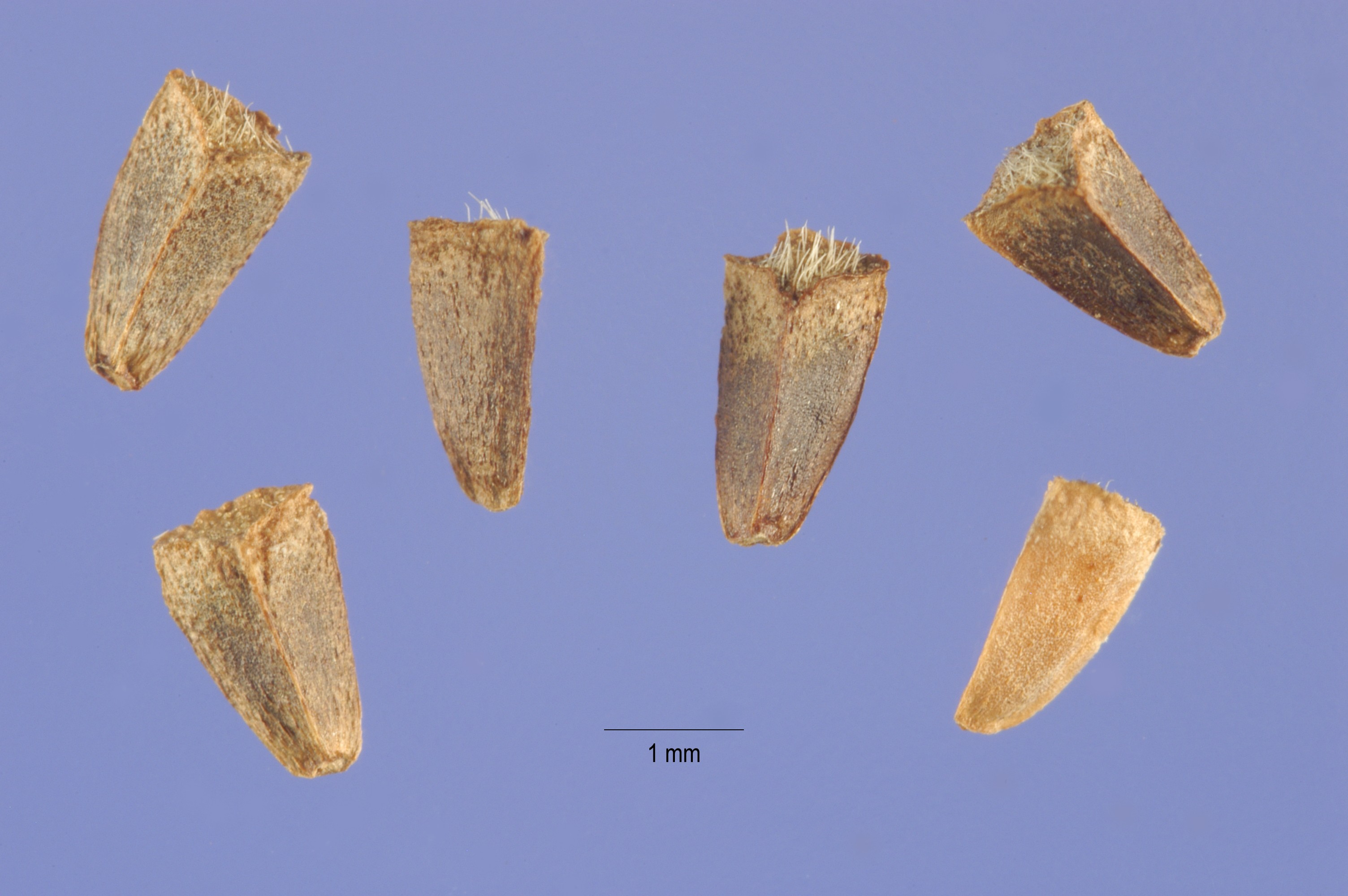
Semena